# The Five Faces of Manfred Mann
The Five Faces of Manfred Mann je debutové studiové album britské beatové skupiny Manfred Mann. Album poprvé vyšlo 11. září 1964 u vydavatelství His Master's Voice. Album vyšlo v několika verzích, na té kanadské je například i hit „Do Wah Diddy Diddy“.

## Seznam skladeb

### Původní verze
| Strana 1 | Strana 1                       | Strana 1    | Strana 1 |
| Pořadí   | Název                          | Autor       | Délka    |
| -------- | ------------------------------ | ----------- | -------- |
| 1.       | Smokestack Lightning           | Wolf        | 2:30     |
| 2.       | Don't Ask Me What I Say        | Jones       | 3:09     |
| 3.       | Sack O' Woe                    | Adderley    | 3:31     |
| 4.       | What You Gonna Do?             | Jones, Mann | 3:03     |
| 5.       | (I'm Your) Hoochie Coochie Man | Dixon       | 2:10     |
| 6.       | I'm Your Kingpin               | Mann, Jones | 2:38     |
| 7.       | Down the Road a Piece          | Raye        | 3:16     |

| Strana 2 | Strana 2                 | Strana 2                               | Strana 2 |
| Pořadí   | Název                    | Autor                                  | Délka    |
| -------- | ------------------------ | -------------------------------------- | -------- |
| 1.       | I've Got My Mojo Working | Waters                                 | 2:43     |
| 2.       | It's Gonna Work Out Fine | Seneca, Lee                            | 2:33     |
| 3.       | Mr. Anello               | Hugg, Jones, Mann, McGuinness, Vickers | 2:15     |
| 4.       | Untie Me                 | Joe South                              | 3:41     |
| 5.       | Bring It to Jerome       | Green                                  | 3:31     |
| 6.       | Without You              | Jones                                  | 2:25     |
| 7.       | You've Got to Take It    | Jones                                  | 2:00     |

## Sestava
- Manfred Mann – piáno, varhany
- Mike Vickers – kytara, saxofon, flétna
- Mike Hugg – bicí, vibrafon
- Paul Jones – zpěv, harmonika, rumba koule
- Tom McGuinness – baskytara

### Technická podpora
- John Burgess – producent
- Norman Smith – zvukový inženýr